# August Borms

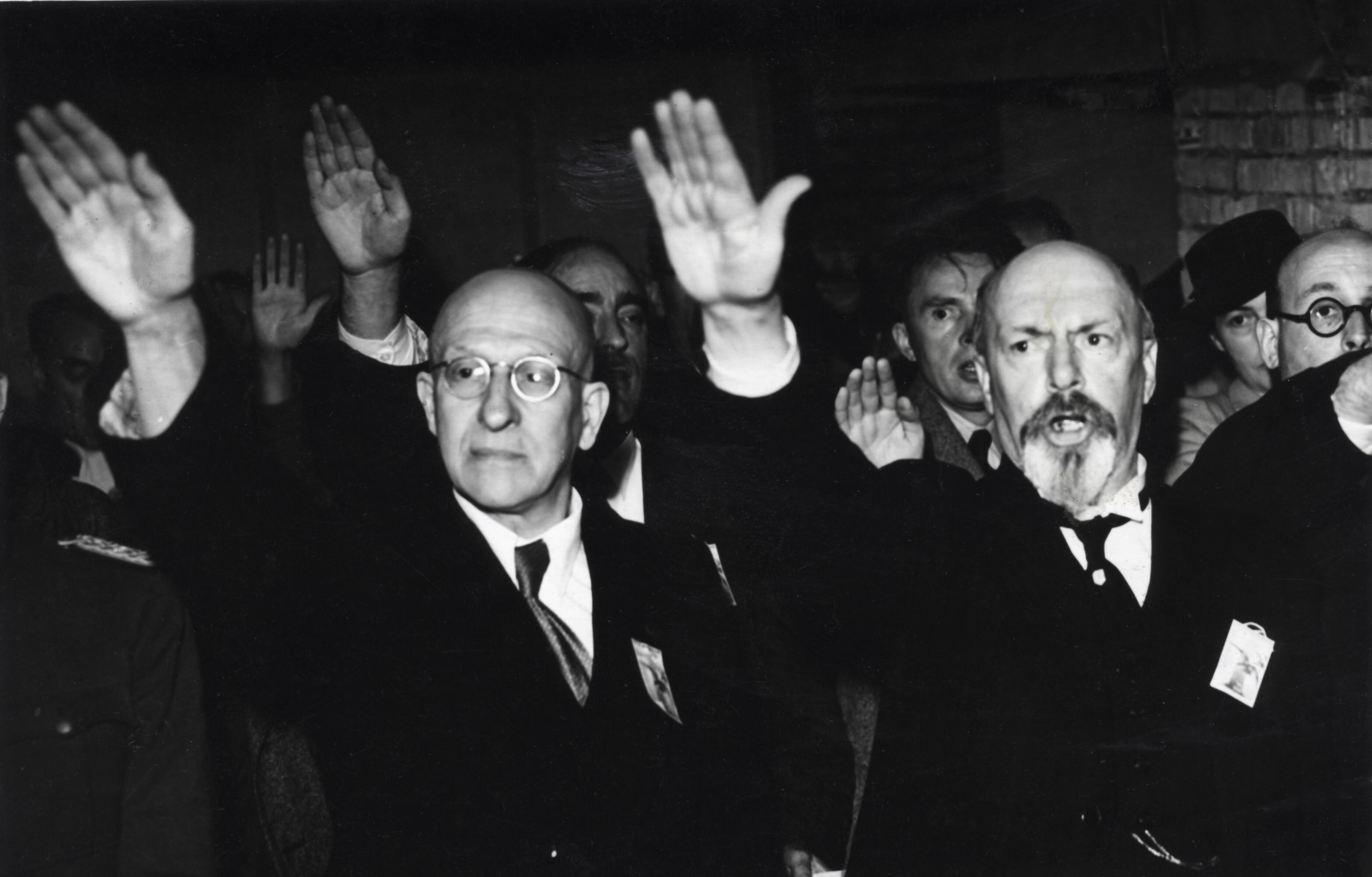
Frans Daels och August Borms (Augusti 1941)

August Borms, född 14 april 1878, död 12 april 1946, var en flamländsk separatistledare.
Borms verkade före första världskriget för en personalunion mellan de flamländska och vallonska folken under kung Albert I av Belgien och ledde från 1912 en förening, Pro Vestlandia, med detta syfte. Efter den tyska invasionen i Belgien under första världskriget arbetade Borms öppet för en flamländsk delstat och blev 1917 medlem av "Raed van Vlaenderen". Vid fredsstilleståndet häktades han av de belgiska myndigheterna och dömdes 1919 till livstids fängelse men frigavs 1929.
Snart ställde han sig åter i spetsen för den flamländska agitationen och blev 1931 ordförande för det återupprättade "Raed van Vlaenderen". 1940-1944 samarbetade han åter med tyskarna under ockupationen och dömdes i januari 1946 till döden av belgiska myndigheter och arkebuserades i april samma år.